# Surdila-Greci
Surdila-Greci est une commune roumaine située dans le județ de Brăila.